# Mark estonien

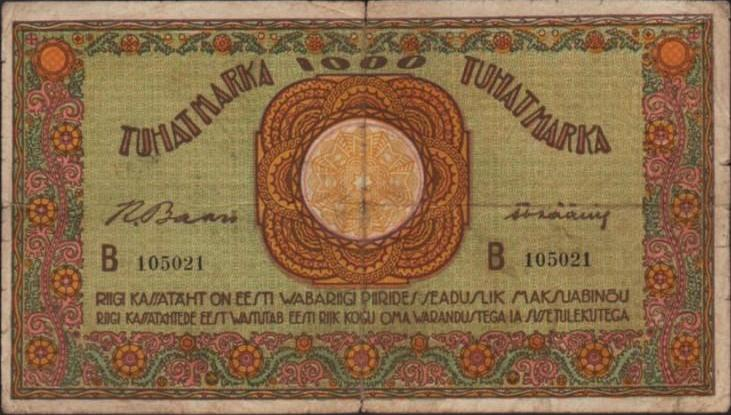
Billet de 1000 marks estoniens.

Le mark estonien (estonien : Eesti mark) fut la devise monétaire de la république d'Estonie du 30 novembre 1918 au 31 décembre 1927. Il était divisé en 100 penni.
Lors de la libération de l'Estonie après la première guerre, plusieurs monnaies circulaient dans le pays, le rouble impérial russe, le mark allemand ou encore de la monnaie finlandaise. Le 20 mai 1919, il fut décidé de les remplacer par un mark estonien dont le taux était équivalent au mark allemand. 
Le mark estonien fut remplacé le 1er janvier 1928 par la première couronne estonienne au taux de 100 marks pour 1 couronne. Cette nouvelle unité monétaire fut liée à la couronne suédoise et valait 0,4072 grammes d'or.

## liens
- Voir la Liste des unités monétaires modernes obsolètes